# Gut Landruhe

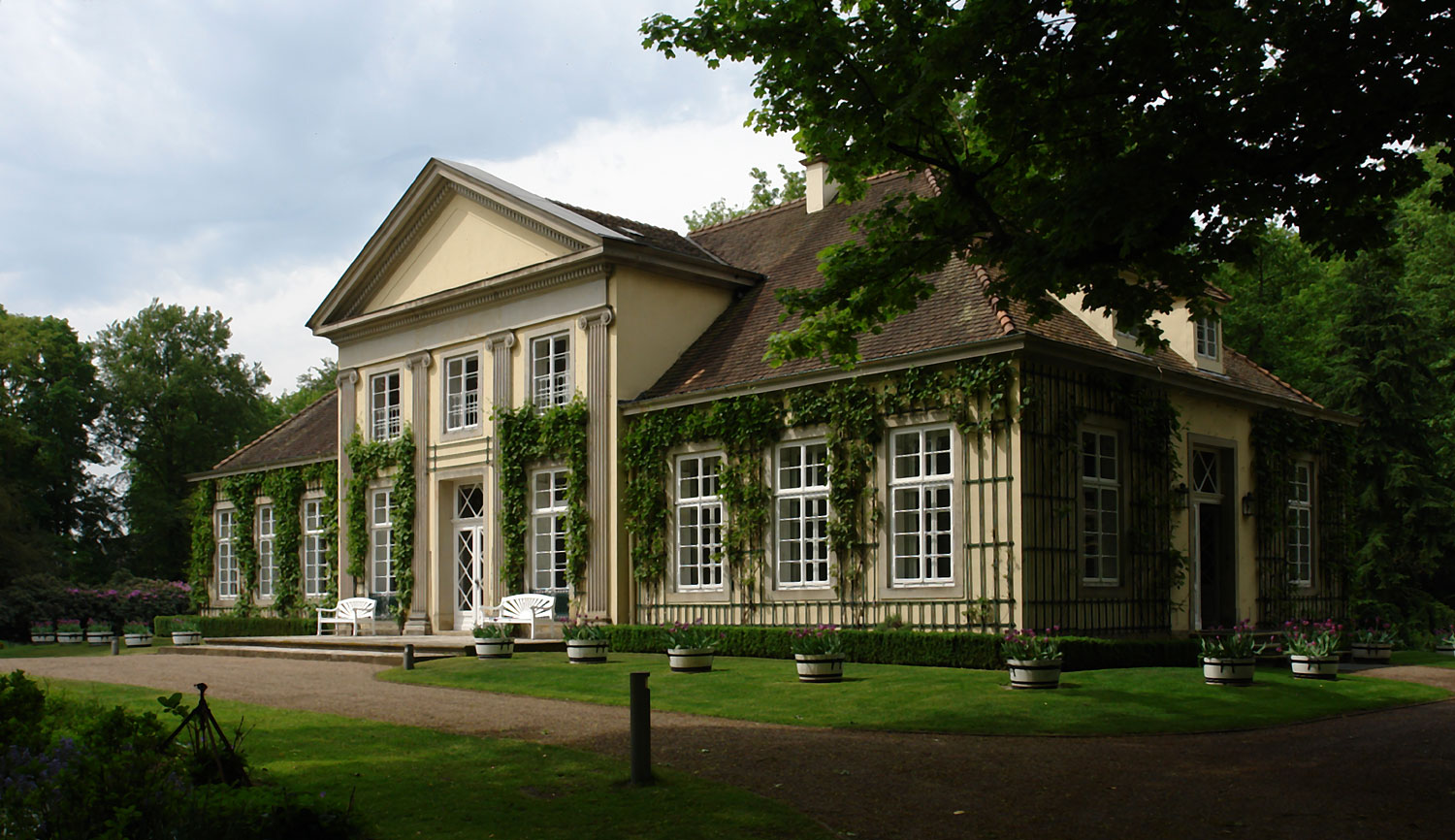
Gut Landruhe in Bremen-Horn-Lehe

Gut Landruhe ist ein ehemaliges Anwesen mit Herrenhaus und Park Am Rüten Nr. 2–4 in Bremen-Horn-Lehe (Lehesterdeich), unmittelbar an der Grenze zu Oberneuland. 
Das Ensemble (Herrenhaus, Orangerie, Toranlage, Brücke, Skulptur Thalia, Hofmeierhaus) steht seit 1973 unter Bremer Denkmalschutz.

## Geschichte
Die älteste Aufzeichnung über ein Landgut an dieser Stelle stammt aus dem 13. Jahrhundert, in dem es als Gut zum Schorf mit dem benachbarten Deeveskamp zum Kloster Lilienthal gehört. Es handelte sich um ein sogenanntes „Geerengut“, ein Grundstück an der Ecke einer Feldmark, das während der Hollerkolonisation des sumpfigen Bremer Umlandes im Mittelalter entstand. Wie andere Geerengüter der Umgebung (z. B. Gut Hodenberg oder Gut Riensberg) war das Anwesen ursprünglich offenbar befestigt und von einem Wassergraben umgeben. In direkter Nachbarschaft, an der Grenze der vier historischen Gemeinden Horn, Lehe, Rockwinkel und Oberneuland, befand sich am Grünen Weg (heute Am Rüten) unter einer Gruppe Eichenbäume außerdem die Uppe Angst genannte Gerichtsstätte des bremischen Gohes Hollerland.

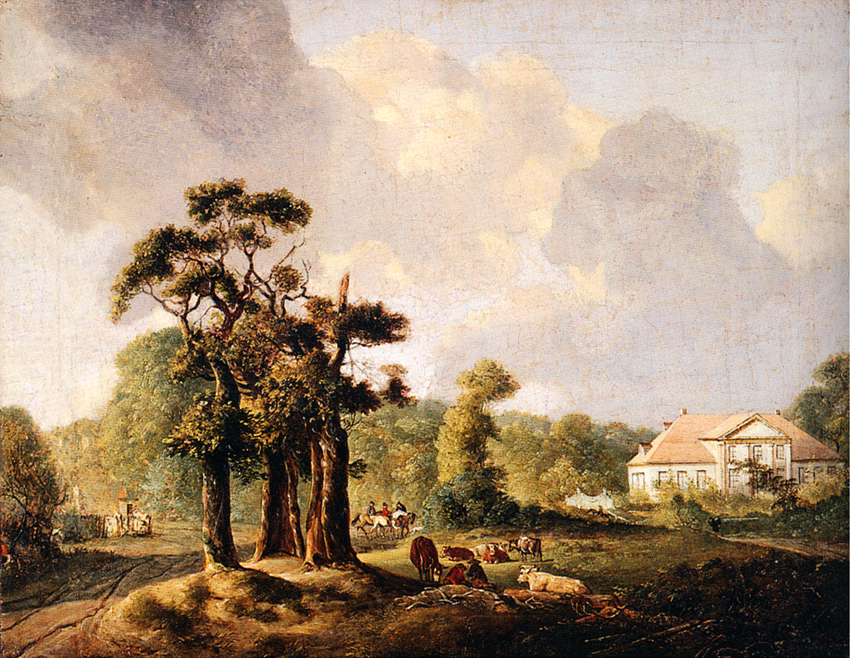
Das Gut Landruhe und die ehemalige Gogerichtsstätte Uppe Angst um 1800 in einem Gemälde von Johann Heinrich Menken

Vom Kloster Lilienthal kam das Gut durch Verkauf an Familie Barkey. Um 1660 ließen sie auf dem Gelände ein neues Gutshaus in Fachwerkbauweise errichtet. Als der letzte Besitzer der Familie Barkey, Eltermann Bernd Barkey, 1728 ohne Erben verstarb, kam das Grundstück an den Prediger der St.-Ansgarii-Kirche Johann Arnold Schumacher. Nach dessen Tode ging es an seinen Neffen, den bremischen Postmeister und oldenburgischen Hofrat, Dr. Albert Schumacher über. 1795 verkaufte seine Witwe Sophie Adelheid Maria Schumacher das Gut an den Kaufmann und Kapitän Carl Philipp Cassel für 7000 Reichstaler. Cassel ließ das alte Gutshaus aus dem 17. Jahrhundert abreißen und durch den Bremer Architekten Joachim Andreas Deetjen ein neues Herrenhaus in Stile des Klassizismus errichten, das er „Ruhe auf dem Lande“ nannte. Cassel ließ darüber hinaus auch den Park von Gut Landruhe anlegen. Besondere, noch heute erhaltene Einzelbestandteile des Anwesens sind ein niedersächsischer Meierhof mit Reetdach, die doppelte Toranlage, eine Thalia-Skulptur – die vermeintlich die Geliebte Cassels, eine Schauspielern am Bremer Stadttheater, darstellen soll – und eine gusseiserne, verzierte Brücke, die zuvor in der Parkanlage von Gut Holdheim gestanden hatte.
Nach dem Tode Carl Philipp Cassels 1807 ging das Anwesen auf seinen Geschäftspartner Johann Adam Traub über, dessen älterer Bruder mit Cassels Schwester Charlotte verheiratet war. Er bewohnte das Gut bis 1822, anschließend wurde es einige Jahre lang verpachtet, bevor es 1836 der Kaufmann Caspar Gottlieb Kulenkampff für 15.000 Reichstaler erwarb. Um 1840 wurde auf dem Grundstück eine auch heute noch erhaltene kleine Orangerie im historisierenden Tudorstil errichtet. Das Gebäude verfügte über eine sogenannte „chinesische Heizung“ (Röhren unter den Fenstern). Im Sommer wurde die Orangerie als Klassenzimmer für die Sonntagsschule genutzt, die Emmy Kulenkampff hier für Kinder aus Rockwinkel und Oberneuland einrichtete.
Um 1900 wirkte der junge Heinrich Vogeler im Auftrag der Familie Kulenkampff bei einer Umgestaltung des Treppenhauses und der Veranda des Gutshauses mit – von ihm ist aus dieser Zeit zudem eine Vignette überliefert, die Gut Landruhe zeigt. Nach 1923 ging das Gut an die Familie Menke über, Verwandte der Kulenkampffs. 1985 wurden auf Gut Landruhe Szenen der Verfilmung von Marga Bercks Briefroman Sommer in Lesmona gedreht. Ende der 1990er wurde das Herrenhaus von der Bremer Landesbank übernommen, renoviert und in eine Tagungsstätte umgewandelt. Zur Finanzierung der Maßnahmen wurden Teile des Grundstücks für den Wohnungsbau verkauft.
Nach der Auflösung der Bremer Landesbank 2017 gehörte die Immobilie der Norddeutschen Landesbank (NordLB). Anfang 2020 verkaufte die NordLB das Landhaus an Marco Fuchs, Vorstandsvorsitzenden des Raumfahrtunternehmens OHB.

## Architektur
Das Herrenhaus Landruhe ist ein eingeschossiges klassizistisches Gebäude mit Walmdach. Es hat eine Breite von 13,20 Metern und eine Länge von 28,70 Metern. Die Front ist in neun Fensterachsen gegliedert, von denen die mittleren drei von einem zweigeschossigen Risaliten eingefasst sind, der von vier Pilastern mit ionischen Kapitellen und einem abschließenden Dreiecksgiebel mit Zahnschnitt gebildet wird. Die Fassade des Hauses ist rundum mit Spalieren für Rankpflanzen versehen.

## Menke Park

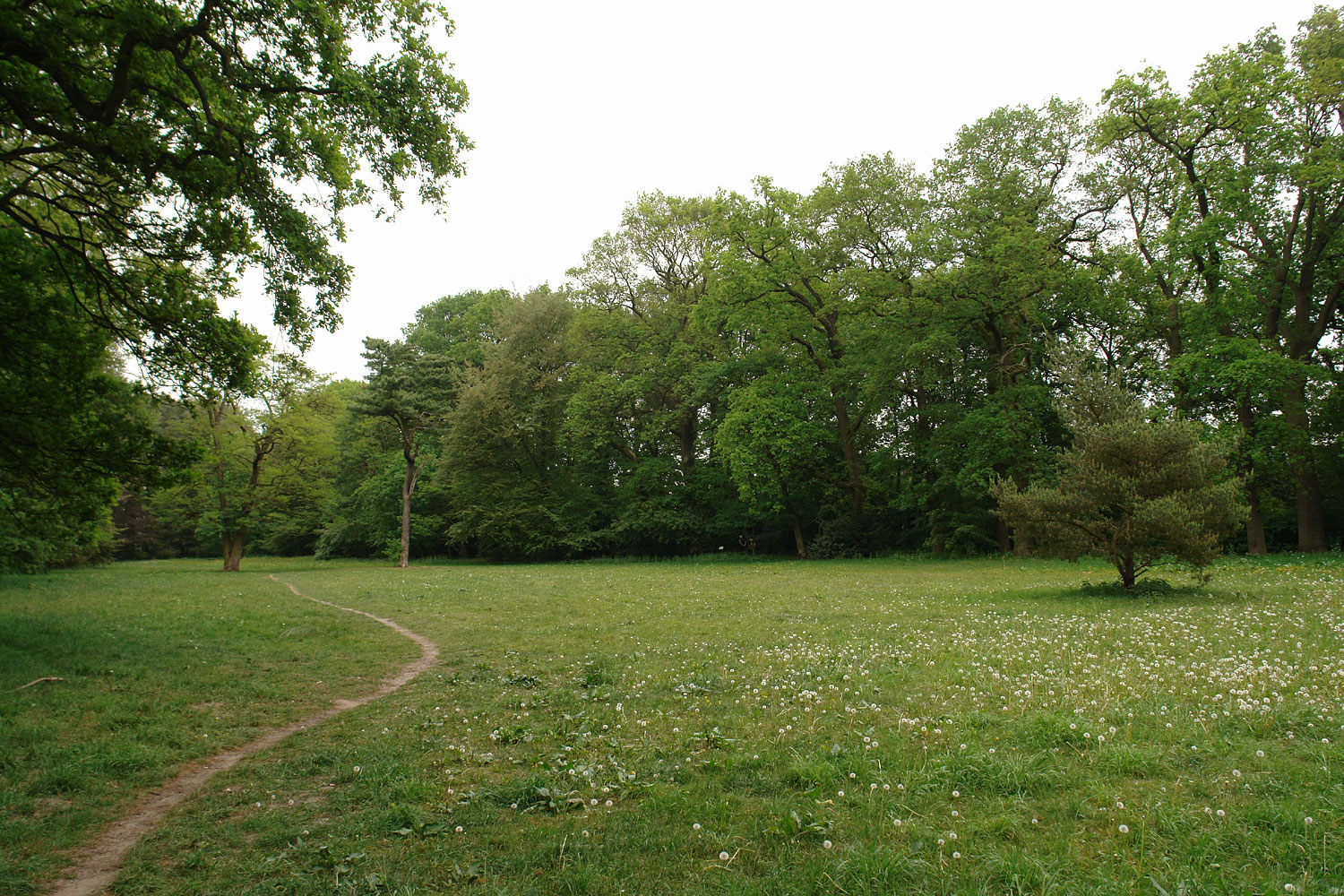
Menke Park

Ein 33.630 m2 großer Bereich des ehemaligen Landgutes verblieb unbebaut und wurde 1994 als Menke Park – benannt nach den letzten Eigentümern des Anwesens – vom Gartenbauamt Bremen der Öffentlichkeit zugänglich gemacht. In Zusammenarbeit mit der Baumpflegefirma Baumrausch wurde hier im Jahr 2002 ein baumbiografischer Erlebnispfad mit 14 Stationen angelegt.